# Les Racines de l'ordre noir

Les Racines de l'ordre noir est une trilogie écrite par Patrick Weber.

## Vikings
Publié 2006, Vikings constitue le premier tome de la série.
En 1944, à Rouen, Pierre, archéologue, découvre que le tombeau de Rollon, viking et père de la Normandie en 911, sous Charles III, est vide. Simultanément, Storman, lieutenant de la Waffen SS, fait des recherches sur l'Anticroix, l'arme absolue. Il a trouvé le crucifix de Rollon et a la première partie du manuscrit d'un historien. Un envoyé du pape donne le seul évangile en runes, datant de Rollon, à Pierre et lui demande de retrouver Rollon. Rollon a été tué par Skimir qui a emporté son corps avec le marteau de Thor. Pierre se fait enlever par Storman qui l'emmène en Norvège et où ce dernier se fait tuer. Pierre déterre le corps de Rollon mais il n'y a pas l'Anticroix. En 1949, Pierre retrouve un indice, repart en Norvège et trouve l'Anticroix et le crucifix de Rollon qui ont été réunis en 1945, au retour de la paix.

## Cathares
Publié 2008, Cathares constitue le second tome de la série.
En 1952, Philippa appelle Pierre depuis Montségur au XIIIe siècle pour lui demander de l'aide. Le lendemain, on lui dépose un livre de Rahn où le catharisme passe pour un paganisme aryen et où est noté « Ussat ». Pierre va à Ussat en Ariège. Il retrouve par hasard son père, Maurice. Philippa lui dit qu'elle est retenue par des SS de l'Ordre noir. Maurice est tué à Montségur. Philippa est tuée aussi. Pierre découvre que Rahn avait identifié 4 villes en Europe et y va. Il récupère un indice dans chacune dont un écrit de l'empereur Constantin de 332 attestant que les chrétiens se sont emparés de moult anciens lieux de culte dans le monde. Pierre tue le maitre de l'Ordre noir.

## Aryens
Publié en 2013, Aryens est le troisième et dernier tome de la série.